# Volejbol'nyj klub Uraločka 2011-2012
Questa voce raccoglie le informazioni riguardanti la Volejbol'nyj klub Uraločka nelle competizioni ufficiali della stagione 2011-2012.

## Organigramma societario
Area direttiva
- Presidente: Nikolaj Karpol'

Area tecnica
- Allenatore: Nikolaj Karpol'

## Rosa
| N° | Nome                    | Ruolo | Data di nascita   | Nazionalità sportiva |
| -- | ----------------------- | ----- | ----------------- | -------------------- |
| 1  | Evgenija Artamonova     | S     | 17 luglio 1975    | Russia               |
| 2  | Ekaterina Makarčuk      | C     | 10 settembre 1994 | Russia               |
| 3  | Strašimira Filipova     | C     | 18 agosto 1985    | Bulgaria             |
| 4  | Maryna Manjuk           | C     | 26 novembre 1982  | Russia               |
| 5  | Aleksandra Pasynkova    | S     | 14 aprile 1987    | Russia               |
| 6  | Irina Zarjažko          | C     | 4 ottobre 1991    | Russia               |
| 7  | Ljubov' Jagodina        | S     | 22 settembre 1977 | Russia               |
| 8  | Anastasija Makovetskaja | P     | 7 maggio 1993     | Russia               |
| 9  | Natal'ja Nazarova       | S     | 22 gennaio 1988   | Russia               |
| 10 | Anastasija Salina       | P     | 30 dicembre 1988  | Russia               |
| 11 | Viktorija Rusakova      | S     | 23 ottobre 1988   | Russia               |
| 12 | Valerija Safonova       | C     | 28 marzo 1992     | Russia               |
| 14 | Alëna Golosnova         | L     | 29 giugno 1992    | Russia               |
| 15 | Irina Smirnova          | O     | 10 aprile 1990    | Russia               |
| 16 | Ekaterina Rusakova      | P     | 15 dicembre 1990  | Russia               |
| 17 | Victorija Červova       | S     | 18 luglio 1991    | Russia               |
| 18 | Ekaterina Starodubova   | L     | 19 ottobre 1984   | Russia               |
| 20 | Irina Kirillova         | P     | 15 maggio 1965    | Russia               |

## Statistiche

### Statistiche di squadra
| Competizione    | Punti | In casa | In casa | In casa | In trasferta | In trasferta | In trasferta | Totale | Totale | Totale |
| Competizione    | Punti | G       | V       | P       | G            | V            | P            | G      | V      | P      |
| --------------- | ----- | ------- | ------- | ------- | ------------ | ------------ | ------------ | ------ | ------ | ------ |
| Superliga       | 49    | 14      | 11      | 3       | 13           | 8            | 5            | 27     | 19     | 8      |
| Coppa di Russia | 7/6   | -       | -       | -       | -            | -            | -            | 8      | 5      | 3      |
| Coppa CEV       | -     | 2       | 2       | 0       | 2            | 1            | 1            | 4      | 3      | 1      |
| Totale          | -     | 16      | 13      | 3       | 15           | 9            | 6            | 39     | 27     | 12     |

G = partite giocate; V = partite vinte; P = partite perse

### Statistiche dei giocatori
| Giocatrice      | Superliga | Superliga | Superliga | Superliga | Superliga |
| Giocatrice      | P         | PT        | AV        | MV        | BV        |
| --------------- | --------- | --------- | --------- | --------- | --------- |
| E. Artamonova   | 27        | 397       | 341       | 33        | 23        |
| V. Červova      | -         | -         | -         | -         | -         |
| S. Filipova     | 27        | 472       | 358       | 85        | 29        |
| A. Golosnova    | -         | -         | -         | -         | -         |
| L.' Jagodina    | 18        | 39        | 33        | 1         | 5         |
| I. Kirillova    | 13        | 21        | 11        | 4         | 6         |
| E. Makarčuk     | -         | -         | -         | -         | -         |
| A. Makovetskaja | -         | -         | -         | -         | -         |
| M. Manjuk       | 27        | 416       | 308       | 88        | 20        |
| N. Nazarova     | 12        | 59        | 52        | 4         | 3         |
| A. Pasynkova    | 23        | 116       | 84        | 28        | 4         |
| E. Rusakova     | 5         | 2         | 1         | 1         | 0         |
| V. Rusakova     | 27        | 234       | 175       | 46        | 13        |
| V. Safonova     | 1         | 0         | 0         | 0         | 0         |
| A. Salina       | 27        | 62        | 28        | 23        | 11        |
| I. Smirnova     | 16        | 64        | 50        | 8         | 6         |
| E. Starodubova  | 27        | 0         | 0         | 0         | 0         |
| I. Zarjažko     | 17        | 8         | 4         | 1         | 3         |

P = presenze; PT = punti totali; AV = attacchi vincenti; MV = muri vincenti; BV = battute vincenti

NB: Non sono disponibili i dati relativi alla Coppa di Russia, alla Coppa CEV e, di conseguenza, quelli totali